# Доброслава
Доброслава (словац. Dobroslava) — село в Словаччині, Свидницькому окрузі Пряшівського краю. Розташоване в північно-східній частині Словаччини в північній частині Низьких Бескидів у долині притоки Капішовки.
Уперше згадується у 1600 році.

## Пам'ятки
У селі є греко-католицька дерев'яна церква святої Параскеви, великомучениці з 1705 року в стилі бароко. Перебудована у 1880 та 1932 роках, реконструйована у 1942 році, оновлена в 2002 році. Іконостас з другої половини 18 століття, головний вівтар з іконою Найсвятішої Трійці, інтер'єр з половини 18 століття в стилі пізнього бароко. З 1963 року національна культурна пам'ятка.
У селі є ще православна церква святого пророка Іллі з 20 століття.

## Населення
| Рік:            | 1993 | 2003     | 2013     | 2023     |
| --------------- | ---- | -------- | -------- | -------- |
| Кількість осіб: | 57   | 41       | 30       | 50       |
| Різниця:        |      | -28,07 % | -26,82 % | +66,66 % |

| Рік:            | 2022 | 2023    |
| --------------- | ---- | ------- |
| Кількість осіб: | 48   | 50      |
| Різниця:        |      | +4,16 % |

В селі проживає 37 осіб.
Національний склад населення (за даними останнього перепису населення — 2001 року):
- словаки — 65,85%
- русини — 34,15%

Склад населення за приналежністю до релігії станом на 2001 рік:
- православні  — 60,98%,
- греко-католики — 39,02%,